# Cristian Carrara
Cristian Carrara (Pordenone, 28 gennaio 1977) è un compositore e politico italiano.

## Biografia
Diplomatosi in composizione presso il Conservatorio di Udine, è autore di musica prevalentemente sinfonica e cameristica, sulla cui scrittura si è espresso Giorgio Battistelli sostenendo che Carrara “È un autore che ha una grande facilità di scrittura”.
Ha composto anche per il teatro musicale e per la televisione. Sue composizioni sono state eseguite presso l'Accademia Nazionale di Santa Cecilia a Roma, la Berliner Hall, il Maggio Musicale Fiorentino, l'Auditorium Binyanei Hauma di Gerusalemme. 
È autore, assieme ad Antonella Ruggiero, del brano Canzone fra le guerre presentato a Sanremo 2007 (vincitore del premio Lunezia per Sanremo dello stesso anno e finalista del premio UNICEF). A proposito del brano Claudio Strinati ha scritto: "Scrittura attentissima all'equilibrio e alla delicatezza del tessuto armonico, ma grande negli intenti creativi per cui tutto il contesto si manifesta solidissimo e terso, capace di rivelare, al di là della cortina di una musica apparentemente ‘semplice’, la terribile domanda sugli esiti nefasti di ciò che è proclamato bene, ossia di ciò che la guerra, ogni guerra, comporta".
Le sue opere sono state pubblicate da importanti case editrici nonché da case discografiche quali Warner Classics, Brilliant Classics, Stradivarius, Tactus e Arts Music.
Carrara ha inoltre ricoperto la carica di consigliere regionale della regione Lazio e Presidente della Commissione cultura della stessa regione.

## Opere significative

### Musica per il teatro
- Sola Beatitudo (2017)
- Cenerentola (2016)
- Faust (2015)
- La piccola vedetta lombarda (2011)
- La Cripta dei Cappuccini di Joseph Roth, regia Giacomo Pedini, produzione Mittelfest (2023)

### Solista e Orchestra
- "The Waste Land" per viola e orchestra (2016)
- "Machpela" Dialog for violin, cello and orchestra (2016)
- War silence (2015)
- A peace overture (2011)
- Liber mundi (2011)
- Magnificat (2011)
- Face to face (2010)
- East West Romance (2009)
- Destinazione del sangue (2008)
- O infinito silenzio (2004)
- Il cantico dei cantici (2001)

### Musica per orchestra
- Eveline (2016)
- Vivaldi. In memoriam (2014)
- Alto sui pedali. Suite per bicicletta e orchestra (2014)
- Ondanomala, Vajont 9 ottobre 1963 (2013)
- Alto sui pedali (2013)
- Visione romane (2013)
- Tales for the underground (2012)
- Mater (2009)
- Icone (2009)

## Discografia
- 2009 – Destinazione del sangue - Icone (Stradivarius)
- 2011 – A piano diary (Incipit Records, Egea Music)
- 2012 – Liber Mundi (Arts Music, Edizioni Curci)
- 2012 – La Piccola vedetta lombarda (Tactus)
- 2013 – Ludus (Amadeus Arte)
- 2015 – Magnificat & other orchestral works (Brilliant Classics)
- 2017 – Faust in the sky (Warner Classics)